# Шентри Бјерж
Шентри Бјерж (фр. Chaintrix-Bierges) насеље је и општина у североисточној Француској у региону Шампањ-Арден, у департману Марна која припада префектури Шалонс ан Шампањ.
По подацима из 2011. године у општини је живело 302 становника, а густина насељености је износила 29,29 становника/km². Општина се простире на површини од 10,31 km². Налази се на средњој надморској висини од 102 метара.

## Демографија
| 1962. | 1968. | 1975. | 1982. | 1990. | 1999. | 2011. |
| ----- | ----- | ----- | ----- | ----- | ----- | ----- |
| 206   | 208   | 193   | 217   | 243   | 227   | 302   |

График промене броја становника у току последњих година